# Beauvais-sur-Matha
Beauvais-sur-Matha és un municipi francès situat al departament del Charente Marítim i a la regió de la Nova Aquitània. L'any 2007 tenia 693 habitants.

## Demografia

### Població
El 2007 la població de fet de Beauvais-sur-Matha era de 693 persones. Hi havia 302 famílies de les quals 106 eren unipersonals (41 homes vivint sols i 65 dones vivint soles), 94 parelles sense fills, 82 parelles amb fills i 20 famílies monoparentals amb fills.
La població ha evolucionat segons el següent gràfic:
Habitants censats

### Habitatges
El 2007 hi havia 380 habitatges, 310 eren l'habitatge principal de la família, 31 eren segones residències i 40 estaven desocupats. 328 eren cases i 49 eren apartaments. Dels 310 habitatges principals, 213 estaven ocupats pels seus propietaris, 92 estaven llogats i ocupats pels llogaters i 5 estaven cedits a títol gratuït; 1 tenia una cambra, 30 en tenien dues, 61 en tenien tres, 75 en tenien quatre i 143 en tenien cinc o més. 220 habitatges disposaven pel capbaix d'una plaça de pàrquing. A 161 habitatges hi havia un automòbil i a 108 n'hi havia dos o més.

### Piràmide de població
La piràmide de població per edats i sexe el 2009 era:
| Homes | Edats   | Dones |
| ----- | ------- | ----- |
| 0     | 95 o +  | 0     |
| 0     | 90 a 94 | 4     |
| 8     | 85 a 89 | 4     |
| 8     | 80 a 84 | 12    |
| 12    | 75 a 79 | 8     |
| 16    | 70 a 74 | 16    |
| 12    | 65 a 69 | 20    |
| 20    | 60 a 64 | 20    |
| 16    | 55 a 59 | 12    |
| 16    | 50 a 54 | 32    |
| 40    | 45 a 49 | 12    |
| 12    | 40 a 44 | 8     |
| 24    | 35 a 39 | 16    |
| 32    | 30 a 34 | 16    |
| 24    | 25 a 29 | 40    |
| 4     | 20 a 24 | 16    |
| 28    | 15 a 19 | 4     |
| 8     | 10 a 14 | 16    |
| 20    | 5 a 9   | 20    |
| 8     | 0 a 4   | 16    |

## Economia
El 2007 la població en edat de treballar era de 421 persones, 282 eren actives i 139 eren inactives. De les 282 persones actives 237 estaven ocupades (122 homes i 115 dones) i 43 estaven aturades (20 homes i 23 dones). De les 139 persones inactives 59 estaven jubilades, 21 estaven estudiant i 59 estaven classificades com a «altres inactius».

### Ingressos
El 2009 a Beauvais-sur-Matha hi havia 298 unitats fiscals que integraven 658 persones, la mediana anual d'ingressos fiscals per persona era de 13.846,5 €.

### Activitats econòmiques
Dels 36 establiments que hi havia el 2007, 2 eren d'empreses alimentàries, 2 d'empreses de fabricació d'altres productes industrials, 8 d'empreses de construcció, 9 d'empreses de comerç i reparació d'automòbils, 2 d'empreses de transport, 1 d'una empresa d'hostatgeria i restauració, 1 d'una empresa financera, 1 d'una empresa immobiliària, 2 d'empreses de serveis, 7 d'entitats de l'administració pública i 1 d'una empresa classificada com a «altres activitats de serveis».
Dels 14 establiments de servei als particulars que hi havia el 2009, 1 era una oficina de correu, 1 una oficina bancària, 2 tallers de reparació d'automòbils i de material agrícola, 2 paletes, 1 guixaire pintor, 2 fusteries, 1 lampisteria, 2 electricistes, 1 perruqueria i 1 restaurant.
Dels 6 establiments comercials que hi havia el 2009, 1 era una botiga de menys de 120 m², 2 fleques, 1 una llibreria, 1 una botiga d'electrodomèstics i 1 una botiga de mobles.
L'any 2000 a Beauvais-sur-Matha hi havia 30 explotacions agrícoles que ocupaven un total de 1.640 hectàrees.

## Equipaments sanitaris i escolars
L'únic equipament sanitari que hi havia el 2009 era una farmàcia.
El 2009 hi havia una escola elemental.

## Poblacions més properes
El següent diagrama mostra les poblacions més properes.